# Guldbollen
Guldbollen – nagroda wręczana najlepszemu szwedzkiemu piłkarzowi w danym roku.
Guldbollen jest przyznawana wspólnie przez dziennik Aftonbladet i związek piłkarski (Svenska Fotbollförbundet). Nagrodę po raz pierwszy wręczono w 1946. W latach 1947–1949 Guldbollen kolejno otrzymali bracia Nordahlowie: Gunnar, Bertil i Knut. Jedynie Zlatanowi Ibrahimowicowi udało się zdobyć to wyróżnienie więcej niż dwa razy (dziesięć razy – w 2005 i bez przerwy w latach 2007–2015).

## Laureaci

### 1946–1949
- 1946: Gunnar Gren
- 1947: Gunnar Nordahl
- 1948: Bertil Nordahl
- 1949: Knut Nordahl

### 1950–1959
- 1950: Erik Nilsson
- 1951: Olle Åhlund
- 1952: Kalle Svensson
- 1953: Bengt Gustavsson
- 1954: Sven-Ove Svensson
- 1955: Gösta Löfgren
- 1956: Gösta Sandberg
- 1957: Bajdoff Johansson
- 1958: Orvar Bergmark
- 1959: Agne Simonsson

### 1960–1969
- 1960: Torbjörn Jonsson
- 1961: Bengt Nyholm
- 1962: Prawitz Öberg
- 1963: Harry Bild
- 1964: Hans Mild
- 1965: Bo Larsson
- 1966: Ove Kindvall
- 1967: Ingvar Svahn
- 1968: Björn Nordqvist
- 1969: Tommy Svensson

### 1970–1979
- 1970: Jan Olsson
- 1971: Ronnie Hellström
- 1972: Ralf Edström
- 1973: Bo Larsson
- 1974: Ralf Edström
- 1975: Kent Karlsson
- 1976: Anders Linderoth
- 1977: Roy Andersson
- 1978: Ronnie Hellström
- 1979: Jan Möller

### 1980–1989
- 1980: Rolf Zetterlund
- 1981: Thomas Ravelli
- 1982: Torbjörn Nilsson
- 1983: Glenn Hysén
- 1984: Sven Dahlkvist
- 1985: Glenn Strömberg
- 1986: Robert Prytz
- 1987: Peter Larsson
- 1988: Glenn Hysén
- 1989: Jonas Thern

### 1990–1999
- 1990: Tomas Brolin
- 1991: Anders Limpar
- 1992: Jan Eriksson
- 1993: Martin Dahlin
- 1994: Tomas Brolin
- 1995: Patrik Andersson
- 1996: Roland Nilsson
- 1997: Pär Zetterberg
- 1998: Henrik Larsson
- 1999: Stefan Schwarz

### 2000–2009
- 2000: Magnus Hedman
- 2001: Patrik Andersson
- 2002: Fredrik Ljungberg
- 2003: Olof Mellberg
- 2004: Henrik Larsson
- 2005: Zlatan Ibrahimović
- 2006: Fredrik Ljungberg
- 2007: Zlatan Ibrahimović
- 2008: Zlatan Ibrahimović
- 2009: Zlatan Ibrahimović

### 2010–2019
- 2010: Zlatan Ibrahimović
- 2011: Zlatan Ibrahimović
- 2012: Zlatan Ibrahimović
- 2013: Zlatan Ibrahimović
- 2014: Zlatan Ibrahimović
- 2015: Zlatan Ibrahimović
- 2016: Zlatan Ibrahimović
- 2017: Andreas Granqvist
- 2018: Victor Lindelöf
- 2019: Victor Lindelöf

### 2020–
- 2020: Zlatan Ibrahimović
- 2021: Emil Forsberg
- 2022: Dejan Kulusevski
- 2023: Dejan Kulusevski
- 2024: Viktor Gyökeres